# Onthophagus splendidoides
Onthophagus splendidoides es una especie de insecto del género Onthophagus, familia Scarabaeidae, orden Coleoptera.
Fue descrita científicamente por Josso en 2013.